# قرار مجلس الأمن التابع للأمم المتحدة رقم 198
قرار مجلس الأمن التابع للأمم المتحدة رقم 198، الذي اعتمد في 18 ديسمبر 1964، بعد التأكيد على القرارات السابقة بشأن موضوع قبرص، مدد المجلس تمركز قوة حفظ السلام التابعة للأمم المتحدة في قبرص لمدة 3 أشهر إضافية، تنتهي في 26 مارس 1965 .